# Генрик VIII Глогувский
Генрих VIII Младший (Врубель) (пол. Henryk VIII Młodszy (Wróbel), нем. Heinrich VIII. von Glogau; 1357/1363 — 14 марта 1397, Шпротава) — князь Жаганьский (1369—1378, вместе с братьями Генрихом VI Старшим и Генрихом VII Румпольдом), князь Глогувский и Сцинавский (половина княжеств, в 1369—1378 годах совместно с братьями и с 1395 года самостоятельно). С 1378 года правил в Зелёна-Гуре, Шпротаве, Кожухуве, Пшемкуве и Сулехуве. В источниках именуется князем Кожуховским или князем Жаганьским, Зелёногурским, Шпротавским и Глогувским.

## Биография
Представитель силезской линии польской династии Пястов. Младший (третий) сын Генриха V Железного (1312/1321 — 1369), князя Жаганьского (1342—1369), и Анны Мазовецкой (1324—1363). В современных источниках носил прозвище «Врубель» («Воробей»), происхождение которого, однако, неизвестно.
После смерти своего отца в 1369 году Генрих VIII вместе со старшими братьями Генрихом VI Старшим и Генрихом VII Румпольдом получил в совместное владение Жаганьско-Глогувское княжество. Реальную власть он получил только после достижения совершеннолетия и разделения совместных владений на три части в 1378 году. Генрих VIII получил города Кожухув, Зелёна-Гура, Шпротава, Слава-Силезская, Нове-Мястечко и Пшемкув.
Между 1382 и 1386 годами князь Генрих VIII Младший женился на Катарине Опольской, дочери князя Владислава Опольчика. В приданое супруги получили во владение города Прудник и Глогувек в Опольском княжестве, получив согласие короля Чехии Вацлава IV Люксембургского. Однако позднее Генрих VIII смог получить только Прудник, а Глогувек получила Евфимия Мазовецкая, вдова Владислава Опольчика. В 1395 году после смерти своего брата Генриха VII, не имевшего потомства, Генрих VIII унаследовал его владения и стал правителем половины Глогувского и Сцинавского княжеств.
Генрих VIII имел немного другой характер, чем его братья. Он любил пиры, забавы и рыцарские турниры. Такой образ жизни требовал больших финансовых затрат. Это приводило к постоянным финансовым проблемам. Самые большие финансовые обязательства Генрих Глогувский имел перед князем Конрадом II Олесницким, который после его смерти получил в качестве оплаты долгов принадлежавшую Генриху VIII половину Сцинавы. Генрих VIII также пытался присвоить церковные доходы, за что епископ вроцлавский отлучил его от церкви.
14 марта 1397 года князь Глогувский Генрих VIII скончался от тяжелых ран, полученных во время рыцарского турнира в Легнице. Его похороны состоялись в атмосфере скандала — его тело лежало непогребенным в течение восьми дней, пока церковь не получила материальную компенсацию за действия князя. Он был захоронен в костёле августинцев в Жагани.

## Семья
От брака с Катариной Опольской у Генриха VIII было четверо сыновей и одна дочь:
- Ян I Жаганьский (ок. 1385—1439), князь Жаганьский и Глоувский
- Генрих IX Старший (1389/1390 — 1467), князь Жаганьский, Глоувский и Любинский
- Генрих X Младший (ок. 1390—1423), князь Жаганьский и Глоувский
- Вацлав (1389/1397 — 1430/1431), князь Жаганьский, Глоувский и Кросненский
- Анна (1390/1397 — 1426/1433), жена князя Казимира I Освенцимского.

Катарина Опольская (ум. 6 июня 1420), после смерти мужа получила в качестве вдовьего удела Прудницкое княжество, а также города Кожухув и Зелёна-Гура.